# Дипломатически мисии на Румъния
Румъния разполага с доста голяма дипломатическа мрежа от посолства и генерални консулства по целия свят. В този списък са показани всички дипломатически мисии, като единствено не са посочени почетните консулства.

## Европа
- Австрия
  - Виена (посолство)
- Албания
  - Тирана (посолство)
- Беларус
  - Минск (посолство)
- Белгия
  - Брюксел (посолство)
- Босна и Херцеговина
  - Сараево (посолство)
- България
  - София (посолство)
- Ватикан
  - Рим (посолство)
- Великобритания
  - Лондон (посолство)
- Германия
  - Берлин (посолство)
  - Бон (генерално консулство)
  - Мюнхен (генерално консулство)
- Гърция
  - Атина (посолство)
  - Солун (генерално консулство)
- Дания
  - Копенхаген (посолство)
- Ирландия
  - Дъблин (посолство)
- Испания
  - Мадрид (посолство)
  - Барселона (генерално консулство)
  - Билбао (генерално консулство)
  - Севиля (генерално консулство)
  - Кастельон де ла Плана (консулство)
- Италия
  - Рим (посолство)
  - Милано (генерално консулство)
  - Торино (генерално консулство)
  - Триест (генерално консулство)
- Кипър
  - Никозия (посолство)
- Литва
  - Вилнюс (посолство)
- Люксембург
  - Люксембург (посолство)
- Северна Македония
  - Скопие (посолство)
- Молдова
  - Кишинев (посолство)
- Норвегия
  - Осло (посолство)
- Полша
  - Варшава (посолство)
- Португалия
  - Лисабон (посолство)
- Русия
  - Москва (посолство)
  - Ростов на Дон (генерално консулство)
  - Санкт Петербург (генерално консулство)
- Словакия
  - Братислава (посолство)
- Словения
  - Любляна (посолство)
- Сърбия
  - Белград (посолство)
  - Вършац (генерално консулство)
- Украйна
  - Киев (посолство)
  - Одеса (генерално консулство)
  - Чернивци (генерално консулство)
- Унгария
  - Будапеща (посолство)
  - Гюла (генерално консулство)
  - Сегед (генерално консулство)
- Финландия
  - Хелзинки (посолство)
- Франция
  - Париж (посолство)
  - Лион (генерално консулство)
  - Марсилия (генерално консулство)
  - Страсбург (генерално консулство)
- Нидерландия
  - Хага (посолство)
- Хърватия
  - Загреб (посолство)
- Черна гора
  - Подгорица (посолство)
- Чехия
  - Прага (посолство)
- Швейцария
  - Берн (посолство)
- Швеция
  - Стокхолм (посолство)
  - Малмьо (генерално консулство)

## Северна Америка
- Канада
  - Отава (посолство)
  - Монреал (генерално консулство)
  - Торонто (генерално консулство)
- Куба
  - Хавана (посолство)
- Мексико
  - Мексико (посолство)
- САЩ
  - Вашингтон (посолство)
  - Лос Анджелис (генерално консулство)
  - Ню Йорк (генерално консулство)
  - Чикаго (генерално консулство)

- Аржентина
  - Буенос Айрес (посолство)
- Бразилия
  - Бразилия (посолство)
  - Рио де Жанейро (генерално консулство)
- Венецуела
  - Каракас (посолство)
- Колумбия
  - Богота (посолство)
- Перу
  - Лима (посолство)
- Уругвай
  - Монтевидео (посолство)
- Чили
  - Сантяго де Чиле (посолство)

## Африка
- Алжир
  - Алжир (посолство)
- Ангола
  - Луанда (посолство)
- Египет
  - Кайро (посолство)
- Етиопия
  - Адис Абеба (посолство)
- Зимбабве
  - Хараре (посолство)
- Кения
  - Найроби (посолство)
- Либия
  - Триполи (посолство)
- Мароко
  - Рабат (посолство)
- Нигерия
  - Абуджа (посолство)
  - Лагос (консулски офис)
- Сенегал
  - Дакар (посолство)
- Судан
  - Хартум (посолство)
- Тунис
  - Тунис (посолство)
- ЮАР
  - Претория (посолство)
  - Кейптаун (генерално консулство)

## Азия
- Азербайджан
  - Баку (посолство)
- Армения
  - Ереван (посолство)
- Бангладеш
  - Дака (посолство)
- Виетнам
  - Ханой (посолство)
- Грузия
  - Тбилиси (посолство)
- Израел
  - Тел Авив (посолство)
- Индия
  - Ню Делхи (посолство)
  - Мумбай (генерално консулство)
- Индонезия
  - Джакарта (посолство)
- Ирак
  - Багдад (посолство)
- Иран
  - Техеран (посолство)
- Йордания
  - Аман (посолство)
- Казахстан
  - Алмати (посолство)
- Катар
  - Доха (посолство)
- Китай
  - Пекин (посолство)
  - Хонконг (генерално консулство)
  - Шанхай (генерално консулство)
- Кувейт
  - Кувейт (посолство)
- Ливан
  - Бейрут (посолство)
- Малайзия
  - Куала Лумпур (посолство)
- Обединени арабски емирства
  - Абу Даби (посолство)
- Пакистан
  - Исламабад (посолство)
- Палестинска автономия
  - Рамала (посолство)
- Саудитска Арабия
  - Рияд (посолство)
- Северна Корея
  - Пхенян (посолство)
- Сингапур
  - Сингапур (посолство)
- Сирия
  - Дамаск (посолство)
- Тайланд
  - Банкок (посолство)
- Туркменистан
  - Ашхабад (посолство)
- Турция
  - Анкара (посолство)
  - Измир (генерално консулство)
  - Истанбул (генерално консулство)
- Узбекистан
  - Ташкент (посолство)
- Филипини
  - Манила (посолство)
- Шри Ланка
  - Коломбо (посолство)
- Южна Корея
  - Сеул (посолство)
- Япония
  - Токио (посолство)

## Океания
- Австралия
  - Канбера (посолство)
  - Сидни (генерално консулство)

## Междудържавни организации
- - Брюксел – ЕС и НАТО
  - Виена – ООН
  - Женева – ООН и други организации
  - Найроби – ООН и други организации
  - Ню Йорк – ООН
  - Париж – Организация за икономическо сътрудничество и развитие и ЮНЕСКО
  - Рим – ФАО
  - Страсбург – Съвет на Европа